# Furore (serie televisiva)
Furore è una serie televisiva italiana, diretta da Alessio Inturri, andata in onda dal 14 maggio 2014 all'8 aprile 2018 su Canale 5.

## Produzione
La fiction è co-prodotta da Mediaset ed Ares Film (casa produttrice di serie come Il bello delle donne, L'onore e il rispetto e Il peccato e la vergogna). Le riprese della fiction si sono svolte nell'estate 2013. I protagonisti della fiction sono Adua del Vesco, Giuliana De Sio, Francesco Testi, Massimiliano Morra, Elena Russo, Cosima Coppola e Stefano Dionisi con la partecipazione di Ángela Molina e Alessandra Martines. La prima stagione della serie è divisa in 6 puntate che vanno in onda dal 14 maggio fino al 18 giugno 2014. Alcune settimane prima della messa in onda, la fiction fu aspramente criticata a causa dei forti accenni al razzismo tra nord e sud che fecero molto arrabbiare i cittadini liguri che si estraniarono dai forti episodi di razzismo riportati.
Mediaset ha annunciato la produzione di una seconda stagione della fiction composta da 8 puntate le cui riprese sono partite l'11 luglio 2016. La seconda stagione vede l'entrata in scena di Raffaella di Caprio, Vanessa Gravina, Remo Girone, Giusi Cataldo, Laura Torrisi, Alex Belli, Lorenzo Flaherty, Annamaria Malipiero, Alessandra Barzaghi e Serena Grandi. La prima puntata della seconda stagione è stata trasmessa il 18 febbraio 2018.

## Trama

### Prima stagione -Il vento della speranza
I protagonisti delle vicende sono i Licata che, alla fine degli anni '50, decidono di spostarsi al Nord dalla Sicilia per cercare lavoro e migliorare così la propria condizione. Dopo la prematura scomparsa di uno dei suoi fratelli, a causa di una malattia che la famiglia non ha potuto curare, Vito Licata decide di portare con sé al Nord Italia tutta la propria famiglia, formata dalla madre Crocifissa, dal fratello Saro detto Saruzzo e dalla piccola Rosa. Il ragazzo decide di seguire il percorso intrapreso qualche tempo prima dallo zio, Mario Patanè, andando a lavorare in una cittadina della Liguria, dove si trovano già numerose famiglie provenienti dal Sud. La loro condizione, però, non è delle migliori: disprezzati dagli abitanti del luogo, gli immigrati devono vivere in una zona, detta il Budello, che li separa dal resto della cittadina. Chi vive in questa zona riesce a trovare lavoro solo come mano d'opera, grazie a Rino Schivo, che sfrutta la loro necessità di lavorare a proprio vantaggio. In un clima del genere, Vito stringe i denti e accetta il lavoro, mentre Saruzzo si rifiuta di essere trattato in questo modo, convincendo anche gli altri operai a ribellarsi e a scioperare. I due fratelli, quindi, si ritrovano l'uno contro l'altro, alimentando le tensioni del Budello ed all'interno della famiglia. La vicenda seguirà anche le storie d'amore dei due fratelli: Vito s'innamora dell'ex prostituta Concetta, maestra del paese nonché promessa sposa di suo cugino Pietro, mentre Saruzzo vive una storia passionale con la sindacalista Irma Voglino, con cui condivide il punto di vista sulle condizioni degli operai. Il tema dell'integrazione è raccontato dalla storia di Sofia, napoletana emigrata al Nord che ha sposato Rino Schivo dopo essere rimasta incinta. Quando perde il bambino il marito comincia a tradirla e a non rispettarla, sempre snobbata dall'alta società, mentre Gianluca Belgrano, sindaco della cittadina, crede che gli immigrati debbano essere trattati con rispetto. Tra proteste, amori e vendette, alla fine i due fratelli Licata si riuniranno in uno stretto e caloroso abbraccio, perché in fondo ai loro cuori custodivano un gran bene che li legava e che nessuno dei due aveva mai abbandonato.

### Seconda stagione -Capitolo secondo
Inizio Anni '60. Giovanna Minutillo, una giovane ragazza napoletana, scopre, dopo la morte dei genitori di essere stata adottata. Un misterioso personaggio le confessa, sul letto di morte, di averla strappata dalle braccia della sua vera mamma quando aveva pochi giorni, e le lascia una foto che la ritrae neonata insieme alla donna, in un piccolo paese del nord, Lido Ligure. Giovanna parte immediatamente per la cittadina, determinata a scoprire di più sulle sue vere origini, con la speranza di ritrovare sua madre, e capire cosa significhi la "A" che porta incisa su un fianco.
A Lido Ligure, Giovanna incontra Franco Belmonte, un giovane tenente di polizia, figlioccio del potente Osvaldo Calligaris, proprietario degli alberghi più belli della cittadina. Franco protegge Giovanna dall'ostilità dei suoi concittadini verso i meridionali e la supporta nella sua ricerca. Tra i due nascerà un amore profondo e puro. Intanto, sempre a Lido Ligure, la vita sembra sorridere a Vito e a Saro Licata, fidanzati rispettivamente con Marisella e con Giuseppina Fiore. Tutto inizia il giorno del matrimonio di Vito e Marisella. Un giorno felice, ma che ancora una volta segna il destino dei personaggi in modo irrimediabile e li porta a dover affrontare le ingiustizie di quel paese. Vito rimane ucciso durante un'intimidazione da parte di un uomo di Calligaris che vuole impedirgli di prendere in gestione l'Hotel Regina, il più prestigioso albergo della zona. Saro decide di entrare in polizia giurando a sé stesso che riuscirà a trovare il colpevole e ad assicurarlo alla giustizia.
La morte di Vito colpisce molto anche Sofia Fiore, sua amica e socia in affari. Ma la perdita del prezioso collaboratore non la distoglie dallo scopo principale della sua vita: farsi accettare dall'alta società di Lido Ligure. In quel mondo ostile, carico di pregiudizi e pulsioni razziste, la vedova Schivo viene ancora rifiutata e derisa. Spinta dall'ardente desiderio di rivalsa sociale, Sofia decide di succedere a Vito nell'acquisizione dell'Hotel Regina, inconsapevole di andare, così, incontro ad un'oscura macchinazione ordita alle sue spalle.
Anche Marisella Fiore è annientata dalla morte di Vito. Subito dopo la morte del suo amato, la giovane scopre di essere incinta e decide di tenere il bambino, andando contro la sua famiglia e la morale comune. L'unico che la sostiene in questa decisione è Saro che le promette comprensione e supporto. Marisella e Saro si avvicinano e presto capiscono di essersi innamorati l'uno dell'altra, nonostante la memoria di Vito e il fatto che Saro sia ancora fidanzato con la sorella di Marisella, Giuseppina.
Nel frattempo, si scopre che il potente Calligaris è collegato, insieme ad altri notabili di Lido Ligure, sia al rapimento di Giovanna che alla morte di Vito. La ricerca di Giovanna, che nel frattempo ha rintracciato la madre Anna, rinchiusa in un manicomio, e l'indagine di Saro, ad un certo punto, si intrecceranno e avranno un obiettivo comune: incastrare Calligaris. Il finale chiude il tanto atteso matrimonio di Saro e Marisella con Giovanna e Franco verso un meraviglioso futuro.

## Episodi
| Stagione         | Episodi | Prima TV |
| ---------------- | ------- | -------- |
| Prima stagione   | 6       | 2014     |
| Seconda stagione | 8       | 2018     |

## Tematiche trattate
- Discriminazione nei confronti delle persone meridionali che durante il dopo guerra emigrarono nel Nord Italia. Le affermazioni più frequenti pronunciate dai personaggi razzisti sono "terroni che inquinano l'aria", "terroni che non si lavano", "terroni che pisciano per strada" oppure il paragone delle persone meridionali con i cittadini africani (affermazioni come ad esempio "terùn, africano")[3]
- Sfruttamento dei lavoratori del Sud da parte dei capitalisti settentrionali. Alcuni personaggi che ricoprono le vesti di sindacalisti si impegnano a difendere le persone emarginate e sfruttate del meridione e alla fine della serie, anche queste persone vengono inserite nella società alla pari degli altri cittadini
- Corruzione all'interno della politica e della magistratura. Il personaggio di Rino Schivo si candida a sindaco della cittadina con l'intento di cambiare i piani regolatori comunali per poter costruire liberamente palazzine in alcune zone del paese. Il personaggio del Commissario Parodi rappresenta l'apice della corruzione all'interno della giustizia in Italia: corrotto da importanti uomini della città nasconde le indagini su omicidi e casi di razzismo.

## Personaggi e interpreti
- Concetta Pipitone in Patanè/Chiara Maglio, interpretata da Cosima Coppola.

Presenza enigmatica ricca di segreti. Si presenta a Vito dapprima come Orchidea, una prostituta che lavora sui treni italiani, ma quando giunge a Lido Ligure diviene la maestra del paese Concetta Pipitone. Promessa sposa del cugino dei Licata e anche amante del commendatore Schivo, ma in cuor suo ama Vito. (stagione 1)
- Vito Licata, interpretato da Francesco Testi e nella seconda stagione dall’attore Giacomo Conti.

Giovane e onesto contadino siciliano che decide di trasferirsi al Nord con la sua famiglia per migliorare le sue condizioni di vita. Una volta raggiunto Lido Ligure deve però fare i conti con l'atteggiamento ostile di molte persone. Proprio lasciando la sua terra natale incontra e si innamora di Concetta, una donna misteriosa e schiva. Lavora con il fratello Saro nei cantieri dell'avido impresario Rino Schivo. Nella seconda stagione è in procinto di sposarsi con Marisella, ma viene ucciso poco prima del matrimonio su ordine di Osvaldo Calligaris con l'aiuto del Banchiere Dotti. (stagione 1-2)
- Saro "Saruzzo" Licata, interpretato da Massimiliano Morra.

Fratello minore di Vito. Arrivato in Liguria comincia a lavorare insieme al fratello per Schivo ma ben presto, grazie all'incontro avuto con la bella e impetuosa Irma Voglino, si avvicina ai sindacati e decide di battersi per i diritti dei lavoratori meridionali. Si innamora della donna che inizialmente cerca di respingerlo per la differenza d'età che li divide, ma il giovane matura un senso di giustizia sociale e d'amore che lo porteranno a conquistare la mai doma sindacalista. Nella seconda stagione ha una relazione con Giuseppina Fiore che poi lascerà per Marisella innamorandosene, decidendo di sposarla. (stagione 1-2)
- Irma Voglino, interpretata da Giuliana De Sio.

Irma Voglino è una donna forte e verace, per alcuni versi ostinata che crede fortemente nel riscatto dell'Italia che considera un paese morto. Il suo peggior nemico a Lido Ligure è il Commendatore Rino Schivo che sfrutta i lavoratori del suo cantiere a cominciare dal fratello della donna, Rinaldo. Quest'ultimo resta invalido per un incidente sul posto di lavoro e la sorella per fare giustizia trova la testimonianza di Vic, uno degli infermieri che ha soccorso al cantiere l'operaio. Schivo, per impedire il processo, manda il suo uomo, Mario Patanè a casa dei Voglino nell'intento di minacciare Rinaldo e bloccare il processo. Durante la colluttazione Rinaldo rimane ucciso e Irma soccorre il fratello. La donna è sconvolta e amareggiata, ma al contempo trova una prova al fianco del cadavere: uno scacciapensieri siciliano. La donna fa pressione sul commissario Parodi affinché le indagini procedano e si giunga ai responsabili della morte dell'operaio, ma il commissario è corrotto da Schivo e nasconde elementi che porterebbero alla risoluzione del caso. Saro Licata, nipote di Mario (che nel frattempo è stato ucciso dallo stesso Schivo) è rimasto colpito dalla forza di Irma e dalla sua determinazione e continua a cercare di frequentarla ma la donna è molto introversa nei suoi confronti. Anche Irma coglie qualcosa in Saro e la forte emozione le provoca un attacco di cuore, infatti la donna ha il cuore malato e non può provare emozioni. Pensando che quella del ragazzo è solo un'infatuazione, Irma chiede aiuto a Vic per allontanarlo e per così non avere nuove illusioni amorose che l'hanno profondamente segnata. Nel paese sono imminenti le elezioni comunali in cui sono candidati Rino Schivo e il sindaco in carica Gianluca Belgrano e la sindacalista sostiene proprio Belgrano facendo una campagna contro il commendatore proprio al budello dove vivono i meridionali. La sera stessa il fratello di Saro, Vito Licata, attacca fortemente Irma accusandola di aver cambiato Saro e di averlo reso un "pericoloso comunista", ma la donna lo accusa di essere un venduto e questo crea un forte divario tra i Licata e la donna. Saro ha deciso e vuole diventare poliziotto per difendere la povera gente e dimostrare alla donna la sua buona fede. Ma Irma deve pensare ad altro perché la causa in cui ha citato Schivo è arrivata. Il malvagio commendatore però ha fatto corrompere Vic, che durante la testimonianza salva Schivo testimoniando il falso. Per la donna il colpo è durissimo e crea una reazione devastante della Voglino che accusa i giudici e il testimone, la furia della donna si conclude con uno sguardo di ghiaccio lanciato proprio al commendatore Schivo. Soccorsa da Saro, Irma si convince che vincerà lei la guerra contro il malvagio delinquente. Dopo averla calmata, Saro vede lo scacciapensieri che Irma aveva trovato vicino al cadavere del fratello e si convince: aiuterà la donna a fare giustizia. Tra il ragazzo e la donna cede la dirompente passione. Baci, amore ed effusioni coinvolgono il giovane operaio e la sindacalista, un furore che li sconvolge e li devasta nell'animo. Convinta dall'amato, Irma si reca in comune da Gianluca Belgrano chiedendogli un aiuto per risolvere il caso di omicidio del fratello e consegnandogli lo scacciapensieri per trovare delle possibili impronte digitali. Irma soddisfatta dell'aiuto ricevuto da Belgrano (che farà esaminare l'oggetto) torna a casa e trova ad attenderla Saro, che le regala nuovamente emozioni. Tramite Marisella e Giuseppina Fiore, le due sorelle di Sofia, la notizia della storia d'amore tra i due fa il giro di tutto il budello gettando scalpore nelle "comari". Così quando Irma esce viene insultata e quasi aggredita da delle donne accusandola di essere una "bottana vecchia". Anche Vito e la madre Crocifissa Licata rimangono esterrefatti da questa relazione e non accettano di buon auspicio la presenza della sindacalista nella vita di Saro. Questo fatto scandaloso è il cavallo di battaglia di Schivo che con la complicità del parroco del paese lo fa arrivare alle orecchie delle dame della carità che scandalizzate, denunciano Irma per adescamento di minore. Mentre sono insieme, a casa Voglino irrompono i poliziotti con l'ordine di arrestare Irma. Durante il drastico arresto, Saro rimane ferito e Irma portata nel carcere di Savona. Qui all'incontro con il suo avvocato la donna chiede l'incontro con l'amato Saro, ma l'avvocato seccamente le dice che non può incontrarlo. Sconvolta e amareggiata Irma grida contro l'avvocato mentre le poliziotte la stanno riportando in cella, ma la forte emozione provoca alla donna un grave infarto. Trasferita in ospedale e ormai in fin di vita, Irma chiede solo di poter incontrare l'uomo che gli ha fatto conoscere l'amore. Con la complicità di una suora cerca di incontrare Saruzzo prima di morire, ma il ragazzo arriva troppo tardi. La donna è spirata all'alba invocando il suo nome.
- Rino Schivo, interpretato da Stefano Dionisi.

Il commendatore Rino Schivo è uno degli uomini più rispettati e onorati di Lido Ligure famoso per gli appartamenti e gli edifici che costruisce nella cittadina e per il potere che ha ottenuto negli anni. Ha una figlia, Gisella, avuta con la prima moglie deceduta e una nuova moglie Sofia che viene dal profondo Sud e per questo è oggetto di chiacchiere nell'alta società. Figlia e matrigna sono in perenne scontro e questo è causa di continui scontri in casa Schivo. L'imprenditore sta costruendo delle nuove palazzine e nel suo cantiere lavora Rinaldo Voglino, un operaio che rimane invalido sul lavoro. Non essendo lavoratore regolare rimane vittima del lavoro e per questo, la sorella dell'uomo Irma si scontra con il commendatore. Al cantiere vengono assunti Vito e Saro Licata nipoti del capo cantiere del commendatore, Mario Patanè. Per evitare che la denuncia fatta dai Voglino diventi effettiva, Rino, invia Patanè a casa di Irma nell'intento di minacciare Rinaldo, ma durante la colluttazione quest'ultimo muore. Patanè è sconvolto e in preda al panico, per questo il commendatore con una statuetta e la propria pistola uccide il suo capo cantiere. Il tutto sotto gli occhi della sua amante, Concetta Pipitone, che nella confusione nasconde la pistola con cui è stato ucciso Rinaldo. Sofia nel frattempo scopre che il marito ha un amante e sconvolta si chiede cosa sarà della sua vita. Rino si finge commosso della morte di Patanè e garantisce protezione al figlio dell'uomo, Pietro, che è promesso sposo dell'amante del commendatore. Dopo uno scontro con Gianluca Belgrano per via del piano regolatore, Schivo decide di candidarsi sindaco contro Belgrano. Durante il matrimonio di Concetta e Pietro la moglie di Schivo, Sofia, scopre che l'amante del marito è proprio la maestra del paese. Sconvolta affronta il marito che invece continua a negare. Pietro scopre che la moglie non è vergine e sconvolto la vuole picchiare, Concetta impaurita scappa e chiede aiuto al commendatore. Rino mette con le spalle al muro il giovane Patanè, dovrà fare il buon marito e non rivelare a nessuno la sua relazione con Concetta. Ma Sofia cerca una rivincita: la donna scopre casualmente che Gisella e Federico (il figlio del sindaco Belgrano) sono i responsabili del tentato omicidio di Rosa Licata e ricatta così il marito. Rino accetta tutte le richieste della moglie per non compromettere la sua campagna elettorale e affrontando la figlia scopre che la ragazza lo accusa di essere il responsabile della sua rovina. Sofia vuole una casa per la sua famiglia, un figlio e la fine della sua relazione con Concetta. Schivo finge di assecondare la moglie ma cerca in tutti i modi di trovare il nastro contenente la confessione di Gisella. Da sempre in combutta con il corrotto commissario Parodi, Schivo corrompe un testimone proclamando così la sua assoluzione nel processo che Irma aveva fatto aprire per l'incidente sul lavoro di Rinaldo. Rino avvicina così Marisella (sorella di Sofia) e facendole regali e assecondandola conta di recuperare il nastro e al contempo tenendo buona la moglie. Vito Licata riesce a rubare il passaporto di Concetta che così riesce a sfuggire dagli artigli dell'imprenditore insieme al suo bambino. Rimasto senza amante, Rino, dopo aver ottenuto il nastro cerca di avere una relazione con Marisella e di violentarla, ma essa viene prontamente salvata da Sofia. La donna sconvolta e disgustata dai propositi del pericoloso marito, afferra una mazza e comincia a colpirlo selvaggiamente. Schivo ferito ordina al commissario di uccidere la moglie ma interviene Vito che uccide Parodi, senza farsi vedere da nessuno. Così Sofia, in preda all'ira e anche lei senza farsi notare, prende la pistola del commissario e uccide il commendator Schivo.
- Sofia Fiore, vedova Schivo, interpretata da Elena Russo.

Di estrazione popolare, Sofia è una donna di Napoli emigrata in Liguria in cerca di fortuna. Con lei sua madre e le due sorelle Marisella e Giuseppina, per le quali è una base economica. Dopo una frequentazione, resta incinta di Rino Schivo, un potente e rispettato commendatore grazie al quale credeva di aver risolto ogni suo problema, convolando a nozze con quest'ultimo. Tuttavia, dopo aver perso il bambino che portava in grembo, Rino inizia a tradirla e bistrattarla, adottando verso di lei un atteggiamento sempre più offensivo e prevaricatore. Malgrado ciò, lei continuerà ad amarlo anche davanti alle sue angherie, sapendo che, senza di lui, la maschilista società ligure non la accetterà mai. Proprio davanti a questa umiliazione conoscerà i fratelli Saro e Vito Licata, con i quali stringerà un'alleanza contro il loro nemico in comune, il commendator Schivo. Sarà proprio qui che deciderà di andare contro tutto e contro tutti coloro che hanno ostacolato la sua voglia di rivalsa.
- Gisella Schivo, interpretata da Martina Pinto.

Figlia ventenne di Rino Schivo cresciuta tra agi e vizi. Fidanzata con Federico Belgrano, Gisella odia la sua matrigna Sofia e disprezza i meridionali in ogni modo. Le conseguenze di un suo gesto scellerato la cambieranno profondamente. (stagione 1)
- Marisella Fiore in Licata, interpretata da Adua Del Vesco.

Sorella mediana di Sofia. Pigra, svogliata e bellissima in confronto a sua sorella Giuseppina. Nonostante Sofia la spinga a studiare e a farsi una cultura, continua a perdersi nei sogni e nelle leggerezze della sua giovane età. Quando conosce Vito Licata, l'obiettivo di Marisella diventerà uno solo: Vito dovrà essere suo, ad ogni costo. Pur di realizzare il suo desiderio, Marisella architetterà i piani più arditi, nonostante il bel Vito non mostri alcun interesse per lei. Ma la sua ingenua testardaggine la porterà a persistere nel suo scopo fino a commettere un grave errore. Nella seconda stagione è in procinto di sposarsi con Vito Licata, ma durante il giorno delle nozze Vito viene ucciso, successivamente scoprirà di aspettare un figlio da Vito che perderà in gravidanza durante una caduta per inseguire Calligaris. Con il tempo intraprenderà una relazione con il fratello di quest'ultimo Saro innamorandosene. Sul finale sposa Saro il suo grande amore. (stagione 1-2)
- Crocifissa Patanè, vedova Licata, interpretata da Ángela Molina.

Madre dei fratelli Licata. Calma e disciplinata, è la tipica donna meridionale con i piedi per terra esule dai grandi sacrifici fatti per i figli. (stagione 1-2)
- Giovanna Minutillo in Belmonte, interpretata da Raffaella Di Caprio.

Giovane napoletana che alla morte dei genitori scopre di essere stata adottata. Dopo che viene diseredata, parte per Lido Ligure, alla ricerca delle sue origini. il suo destino si incrocia a quello dei Licata e del tenebroso tenente Franco Belmonte di cui si innamorerà ricambiata, finendo per sposarlo. Ritroverà sua madre quando scoprirà che è stata rinchiusa in un manicomio, recuperando il loro rapporto dopo lunghi anni. (stagione 2)
- Franco Belmonte, interpretato da Francesco Ferdinandi.

Affascinante e impavido poliziotto razzista. Belmonte è figlio di Yvonne e Calligaris che lo farà passare per suo figlioccio. Disprezza i meridionali ed è dedito al gioco e ha svariate amanti. L'incontro con Giovanna lo cambierà radicalmente, di cui si innamorerà ricambiato, finendo per sposarla. (stagione 2)
- Gianluca Belgrano, interpretato da Tullio Solenghi.

Sindaco di Lido Ligure. Uomo mite e perbene, Gianluca cerca di porsi da mediatore nella sua famiglia nonostante gli impulsi razzisti della moglie e del figlio. Si ricandida a sindaco per il Partito Comunista, ma uno scandalo che coinvolge la moglie Luciana segna la sua carriera politica. (stagione 1)
- Luciana, interpretata da Alessandra Martines.

Moglie di Gianluca Belgrano. Donna potente e rispettata in quanto moglie del Sindaco della città. Madre di due figli, Luciana mal sopporta i meridionali e con atteggiamenti estremamente razzisti vorrebbe allontanarli dalla sua vita. Il suo odio viscerale per Concetta la porteranno ad un gesto di follia che le sarà fatale. (stagione 1)
- Rosa Licata, interpretata da Aurora Giovinazzo.

Brava e volenterosa a scuola, la piccola Rosa vive con timore il suo trasferimento al Nord. A Lido Ligure inizialmente si sente spaesata e osservata con occhi malevoli dalle sue compagne di classe, ma la maestra Concetta la difende e lotta per lei, riuscendo a farle acquistare un po' di fiducia in se stessa. Proprio nel momento in cui Rosa sta provando ad ambientarsi, si trova inaspettatamente coinvolta in un grave incidente che la segnerà profondamente. (stagione 1-2)
- Giuseppina Fiore, interpretata da Clotilde Esposito.

Sorella minore di Sofia. Più seria e posata di sua sorella Marisella, anche Giuseppina è alla ricerca del grande amore. Si invaghisce di Saro Licata e per conquistarlo, si lascerà trascinare dalle iniziative scapestrate di Marisella. Quando verrà lasciata da Saro, diventerà gelosa e altezzosa nei confronti di Marisella, fingendo una finta gravidanza per riconquistarlo. Sul finale capirà di lasciare andare la sua ossessione per Saro che capirà di essere sempre stato innamorato di Marisella. (stagione 1-2)
- Federico Belgrano, interpretato da Leonardo Pazzagli.

Primogenito dei Belgrano e d'accordo con le idee razziste della madre. È un ragazzo viziato e arrogante. Intollerante nei confronti dei meridionali, non perde occasione per divertirsi ai loro danni insieme alla sua fidanzata Gisella Schivo. Con lei si macchierà di un'azione ignobile, ma non mostrerà mai pentimento o desiderio di rimediare all'errore commesso. (stagione 1)
- Antonella Belgrano, interpretata da Alessia Arcopinto.

Secondogenita dei Belgrano. (stagione 1)
- Pietro Patanè, interpretato da Antonio Grosso.

Figlio dei Patanè, ragioniere di Schivo e promesso sposo di Concetta. (stagione 1)
- Francesca, interpretata da Valeria Milillo.

Stravagante componente delle dame della Carità, manipolata da Luciana. (stagione 1)
- Commissario Parodi, interpretato da Sergio Arcuri.

Commissario della città. Uomo disonesto e malvagio, Parodi è corrotto da Schivo e lo asseconda in ogni sua azione criminale.  (stagione 1)
- Mario Patanè, interpretato da Giuseppe De Rosa.

Capofamiglia dei Patanè, fratello di Crocifissa, sposato con Assunta e padre di Pietro. Viene ucciso nella prima stagione. (stagione 1)
- Assunta, interpretata da Ileana Rigano.

Moglie Mario Patanè e madre di Pietro. (stagione 1)
- Rinaldo Voglino, interpretato da Andrea Preti.

Fratello Sindacalista di Irma. Lavora in un cantiere e sarà la prima vittima della fiction perché viene ucciso durante la prima puntata della prima stagione. (stagione 1)
- Vittorio Arnone, interpretato da Paolo Persi.

Detto "Vic", è un infermiere ed amante di Irma Voglino. Verrà ucciso anche lui durante la prima stagione. (stagione 1)
- Suor Melinda, interpretata da Valeria Graci.

Giovane suora che si occupa insieme alla zia di Chiara del figlio di quest'ultima. 
- Suor Emilia/Maria, interpretata da Masaria Colucci.

Suora, zia di Chiara. Aiuta la giovane Chiara a nascondere il figlio di sua nipote ed a prendersene cura. (stagione 1).
- Fidanzati, interpretato da Yari Gugliucci.

Brigadiere che cerca di aiutare Saro Licata nei vari omicidi che avvengono a Lido Ligure ed a cui è legato in qualche modo. Questo gli costerà il trasferimento perché è una pedina scomoda per il Commissario Parodi coinvolto in questi omicidi. (stagione 1) 
- Edvige, interpretata da Maria Letizia Gorga.

Donna austera e altezzosa, è la Presidentessa del Circolo delle Dame della Carità. Asseconda Luciana nelle sue azioni contro Concetta salvo poi rendersi conto che la donna agisce in malafede. Decide quindi di abbandonarla al suo destino. Nella seconda stagione viene presentato suo marito Osvaldo Calligaris. Insieme al suo amante Ivano Dotti, decideranno di togliere l'Hotel Regina a Sofia Fiore. Viene arrestata da Franco nell'ultima puntata della seconda stagione insieme al suo amante Ivano. (stagione 1-2)
- Oria Laigueglia, interpretata da Adriana Russo. (stagione 1-2)

- Silvia Laigueglia, interpretata da Giulia Weber. (stagione 1-2)

- Filomena Fiore, vedova Voglino, interpretata da Maria Del Monte.

Madre di Sofia, Marisella e Giuseppina.  (stagione 1-2)
- Osvaldo Calligaris, interpretato da Remo Girone.

Affarista e gestore di una catena di Alberghi in tutta la Liguria. Sposato con Edvige, punta ad ottenere la gestione dell'Hotel Regina, obiettivo per cui è disposto ad ogni cosa specie se il suo contendente è un meridionale come Vito Licata. In passato avrà una relazione con Yvonne da cui avrà un figlio, Franco facendogli credere di essere suo figlioccio. Ucciderà il cameriere Giordano per tacere la verità. Ormai stanco sapendo di non avere alcun scampo si suiciderà con un colpo di pistola davanti agli occhi di Saro Licata. (stagione 2)
- Ivano Dotti, interpretato da Lorenzo Flaherty.

Banchiere di Lido Ligure nonché fedele alleato di Calligaris. Avrà una relazione con la moglie di Calligaris, Edvige decidendo di togliere l'Hotel Regina a Sofia Fiore. Verrà arrestato insieme alla sua amante da Franco. (stagione 2)
- Luigi Grollero, interpretato da Alex Belli.

Affascinante architetto che dopo la morte di Vito chiede a Sofia di essere assunto come capocantiere. Fingerà di provare interesse per Sofia, che infine lascerà. (stagione 2) 
- Wanda, interpretata da Laura Torrisi.

Prostituta misteriosa che suo malgrado assiste ad un omicidio. (stagione 2)
- Yvonne, interpretata da Vanessa Gravina.

Madre di Belmonte, gestisce un importante Hotel per conto del suo alleato Calligaris. In passato avrà una relazione con Calligaris da cui avrà un figlio, Franco. (stagione 2)
- Madame, interpretata da Serena Grandi.

Mitrasse di una locanda per appuntamenti amorosi del paese. (stagione 2)
- Luisella Laigueglia, interpretata da Alessandra Barzaghi. (stagione 2).

Donna sposata che intreccia una relazione amorosa con Franco Belmonte. Una volta che capirà l'amore che Franco prova per Giovanna lo lascerà.
- Iole, interpretata da Isa Gallinelli. (stagione 2).

È una vicina di casa di Wanda, molto pettegola. Affitta una sua stanza alla bella Giovanna trovatasi a Lido Ligure senza un posto per dormire.
- Giordano, interpretato da Massimo Bellinzoni. (stagione 2).

Cameriere dell'hotel di Calligaris, nasconde molte verità alla bella Giovanna inerenti alla sua vera madre biologica. Verrà infine ucciso da quest'ultimo, per tacere la verità.
- Carbone, interpretato da Paolo Bonacelli. (stagione 2).

Rivale di Calligaris. Voleva cedere il suo locale a Vito Licata, ragion per cui quest'ultimo è stato fatto fuori. Poi si rivolge a Padre Nuccio per dare in gestione il locale a favore dei bambini del Meridione, ma cambierà idea dopo aver incontrato la compagna di Calligaris.
- Padre Nuccio, interpretato da Luis Molteni. (stagione 2).

Sacerdote a cui si rivolge Sofia per far cambiare idea a sua sorella Marisella di cedere il bambino che porta in grembo in adozione, perché un bambino concepito prima del matrimonio porta disonore in famiglia. A lui si rivolge anche Carbone per via del locale, dopo la morte di Vito vorrebbe dare il locale ai minori del meridione ma successivamente cambia idea dopo aver incontrato la compagna di Calligaris.
- Berrino, interpretato da Prospero Richelmy. (stagione 2).

Nuovo commissario subentrato dopo la morte di Parodi. Ha nelle mani insieme a Belmonte l'inchiesta della morte di Vito Licata e successivamente affida il caso anche a Saro. Calligaris scoprendo che Saro è entrato nel caso farà chiudere l'inchiesta.

## Errori di montaggio
- Nella sesta puntata della prima stagione, il Commissario Parodi (impersonato da Sergio Arcuri) sostiene che Saro Licata (Massimiliano Morra) l'ha accusato di essere l'assassino d'Irma Voglino (Giuliana De Sio) ma il personaggio di Irma è uscito di scena per cause naturali.
- Nella sesta puntata della prima stagione, nella scena della morte di Schivo e Parodi, nonostante l'uragano abbia distrutto i vetri della finestra dello studio di Rino Schivo (Stefano Dionisi), quando la scena si sposta all'esterno, i vetri sono perfettamente intatti.
- Nel quarto episodio della seconda stagione appare nell’insegna dell’ospedale la scritta “pronto soccorso azienda ospedaliera”, quando le aziende ospedaliere sono state introdotte solo nel 1992 con la legge 502/92 e la serie è ambientata molti anni prima.

## Musiche
I titoli dei brani di Stefano Caprioli e Budapest Symphony Orchestra presenti nelle puntate della fiction:
Furore - Il vento della speranza
- Addio alla nostra terra
- Un passato da nascondere
- Con gli occhi dell'amore
- Una scelta disperata
- Nell'abbandono
- Le cose che feriscono
- La furia dei momenti

Furore - Capitolo secondo
- Furore (Capitolo secondo)
- Della forza e del coraggio
- Un passato scomodo
- Tenerezze all'alba
- Il segreto di Amanda
- Nuove amicizie
- Hotel Regina
- L'amore di Giovanna
- La felicità ritrovata

## Riconoscimenti
- 2014 – Roma Fiction Fest
- Premio TV Sorrisi e Canzoni Miglior Fiction

## Location
La fiction è ambientata nella città immaginaria di Lido Ligure, nel ponente della riviera ligure vicino a Savona. Le riprese sono invece state interamente realizzate a Roma.